# Großgarnstadt
Großgarnstadt is een plaats in de Duitse gemeente Ebersdorf bei Coburg, deelstaat Beieren, en telt 670 inwoners (2007).